# Holger Loew
Holger Loew (* 15. Januar 1978 in Reinheim) war in den 1990er Jahren ein deutscher Radrennfahrer und Juniorenweltmeister.

## Karriere
Loew begann 1989 mit dem Radsport im Verein RV Henninger Sossenheim. Nachdem Loew 1995 das Junioren-Etappenrennen Trofeo Karlsberg gewann wurde er im Jahre 1996 im slowenischen Novo mesto Junioren-Weltmeister im Einerstraßenfahren. Er war der erste deutsche Radrennfahrer, der diesen Titel gewinnen konnte. Außerdem schloss er in den Jahren 1995 und 1996 die BDR-Rangliste Brügelmann-Champion-Wertung als Jahresbester ab.
Als U23-Fahrer war er Mitglied im Team Köstritzer aus Erfurt. Im Jahre 1998 wurde bei Holger Loew das Pfeiffersche Drüsenfieber diagnostiziert. Trotz einer längeren Pause konnte er sich hiervon nie mehr richtig erholen, so dass er keinerlei nennenswerte Erfolge (mit Ausnahme der Ostthüringer Radsporttage 2000)  mehr verzeichnen konnte. Trotzdem wurde er noch Profi, im Jahre 2001 beim Post Swiss Team und im Jahre 2002 beim Team Wiesenhof. Nach einer Arterienerkrankung in der Oberschenkel- und Leistenmuskulatur sowie damit verbundenen Operationen nahm Holger Loew Abschied vom Radrennsport. Nach seiner Karriere als Leistungssportler betreibt er ein Sportgeschäft mit Filialen in Darmstadt und Frankfurt am Main.